# Rodeio (Santa Catarina)
Rodeio é município brasileiro do Estado de Santa Catarina.  Possui área de 129,001 km² e está a uma altitude de 88 metros. Sua população, conforme estimativas do IBGE de 2023, era de 12 715 habitantes. É um município conhecido por preservar várias tradições trazidas pelos imigrantes fundadores. A primeira "leva" de imigrantes tiroleses de língua italiana (trentinos) chegou no ano de 1875 saídos do Império Austro-Húngaro, vindos da região trentina do Tirol. Posteriormente, vieram também imigrantes do Reino da Itália saídos de Vêneto e da Lombardia.

## História

### Colonização
O território que hoje consiste em Rodeio foi fundado em meados de 1875, com a chega dos imigrantes austríacos (tiroleses da região de Trento) e italianos (vênetos e lombardos). Estes imigrantes vieram a pedido de Dr. Blumenau, já que os imigrantes alemães não estavam se adaptando com a região.  
A maioria dos imigrantes que se estabeleceu em Rodeio veio da área de língua italiana do Tirol (distrito de Trento), região montanhosa que passou para a Itália após a Primeira Guerra Mundial  e foi rebatizada durante o período fascista (em 1923) com o nome Trentino Alto-Ádige/Südtirol. Com o Tratado de Paris Saint-Germain a região tirolesa passou a pertencer ao reino italiano. Hoje, essa região autônoma é dividida em duas províncias autônomas: Trento e Bolzano, pertencentes à República Italiana, mas com um amplo estatuto de autonomia governativa e fiscal sob tutela internacional austríaca.   
Vale lembrar que também houve importantes núcleos de famílias vindas do Vêneto e da Lombardia, sendo estas regiões pertencentes ao então Reino da Itália.  
De 1363 a 1918, toda a região do Tirol pertenceu ao Império Austríaco e seus habitantes mantinham estreitas relações com os costumes germânicos, haja vista sua nacionalidade austríaca. Na época, os imigrantes austríacos de fala italiana (tiroleses) povoaram boa parte do Vale do Itajaí. Em Rodeio chegou a funcionar a Liga Austro-Brasileira (originalmente Lega Austriaco-Brasiliana di Rodeio nel Municipio di Blumenau), fundada por imigrantes tiroleses em 1909.
Os imigrantes partiram então de Indaial, enquanto as esposas ficaram em Blumenau, começaram então a traçar uma picada feita de machado e facão, seguindo o rumo do Rio Itajaí-Açu, fazendo um longo trajeto, contornando Timbó, até chegarem exatamente até o ponto de partida. Fazendo então a chamada "Picada Rodeio", já que foi feito um "rodeio" pelo território.
Sobre os indígenas, existe poucos relatos, mas os que habitaram a região foram os tapuias, descendentes da tribo dos aimorés. Os relatos mais comuns acerca do assunto é de que essas populações eram perigosas e não gostavam de trabalhar, cometendo vários assaltos e alguns assassinatos. Para tanto foram chamados os ditos "bugreiros" para exterminar com esses povos. Hoje em dia há muitas discussões sobre se realmente eram os "índios" que atacavam sem motivos, ou se não era o oposto, ou até mesmo, se não era um conflito mútuo.
Cabe mencionar que Rodeio constituía-se numa "sociedade da capela", pois todas as relações sociais se passavam nas proximidades de onde era construída a capela. Além disso, havia outros grupos étnicos para além dos tiroleses e italianos, caso dos "caboclos" de Diamante e Rio Morto e dos poloneses que habitavam a localidade de Ipiranga.

### Emancipação
Em relação à política municipal, Rodeio por muito tempo fez parte de Blumenau, até no começo do século XX quando foi repassado para Indaial e depois para Timbó. Foi então que Timbó ficou divida em dois grandes distritos (Timbó e Rodeio). Após uma eleição fracassada da chapa do Sr. Sílvio Scoz na década de 1930 (na época se votava por chapas, ou seja, se votava pelo partido e se escolhia os vereadores apenas do prefeito e vice-prefeito vencedores). Esse mesmo grupo resolveu separar o distrito de Rodeio, feito que depois de algum tempo se realizou no dia 14 de março de 1937, com a emancipação política de Rodeio. 
Sílvio Scoz foi o primeiro prefeito e que governou durante 10 anos seguidos pelo antigo PSD. Vale lembrar que Rodeio foi criado com 2 distritos o de Rodeio e o de Benedito Novo (que abrangia também Doutor Pedrinho). Que se emanciparam mais tarde em 1961 e em 1989, respectivamente. Um dos principais fatores para essa divisão foi os conflitos gerados pela falta de identidade com o município por parte dos descendentes de alemães (Benedito), em relação aos italianos (Rodeio). O atual prefeito da cidade é Valcir Ferrari do PSD.

## Cultura
Dos imigrantes muito sobrou de sua cultura, hoje cerca de 80% da população rodeense é descendente destes imigrantes que chegaram no fim do século XIX. Dentre as principais colaborações dos imigrantes ficou a culinária, na qual possuí grande importância a polenta, acompanhado normalmente com galinha (polo) e aipim, linguiça (lugànega) e queijo (formài), com chucrute (cràuti) e omelete com carne de porco (fortàia). Todavia existe outros pratos como a minestra (feijão com macarrão), a macarronada e a lasanha. Nas bebidas, o vinho é referência, mas também existe a bira dolce (cerveja caseira e doce), o vin de naranz (vinho de laranja), chamado também sbrèga giaghete (por conta do calor que provoca) e o bonican (licor de ervas).
No quesito diversão ficou os jogos como a mora, a bríscola, a bocha, o cinquilho e a tranca.  Além é claro, das danças, músicas e principalmente, do dialeto trentino mantido até hoje pela população, que às vezes cria teatros feitos apenas nessa língua. A tradição trentina se preserva na cidade nas festas, no Museu e no grupo Folk Trentino de dança.
Dentre as festas mais famosas da cidade estão a La Sagra que iniciou-se em setembro de 1988, em homenagem a antiga festa da La Sagra della Dolorata, isto é, de Nossa Senhora das Dores que fora a primeira padroeira da cidade, antes da chegada dos padres franciscanos na virada do século XIX para o XX transformando São Francisco de Assis no padroeiro da cidade. Esta festa foi a primeira "tipicamente" italiana do Vale Europeu, logo depois viriam as festas de Rio dos Cedros, Ascurra, Nova Trento e entre outros, chegou a ser considerada a segunda maior festa da região, estando atrás apenas da Oktoberfest de Blumenau.
A festa tinha como objetivo resgatar os costumes típicos os imigrantes tiroleses, tomando de uma identidade exclusivamente trentina para o município. No entanto, durante os 17 dias de festa havia grupos musicais não apenas trentinos, mas também músicas e costumes germânicos e até mesmo gaúchos nos festejos, pois não há uma unidade cultural no município. Esta festa era organizada pelo Círculo Trentino de Rodeio (entidade ligada a uma Ong italiana) e pela Prefeitura Municipal, no entanto, em 2007 por questões políticas a festa deixou de ser feita pela parceria e passa a existir duas festas: a La Sagra (Círcolo Trentino) e a Saga Trentina (Prefeitura), na qual a primeira perdeu sua força popular concentrando-se em pequenos grupos, enquanto que a última já não existe mais, sendo substituída por uma festa municipal que ocorre durante três dias na semana do aniversário da emancipação da cidade e que aos poucos vai retomando sua grandiosidade, sendo que em 2015 trouxe o grupo gaúcho Garotos de Ouro e em 2016 o cantor Michel Teló.
Entre outras festas importantes, estão o Baile do Vinho, realizado sempre no inverno, o Carnaval de Veneza, realizado no restaurante Adesso Cucina Moser, e a Festa do Colono e do Caminhoneiro, que traz como principal atrativo a carreata com tratores, caminhões, tobatas, cavalos e bois traçados e tantos outros. Durante a década de 1990 havia os CTG's, denominados Rodeio da Amizade e Lenço Colorado, colaboraram com a festa do colono durante anos, trazendo muitas pessoas do litoral e da serra catarinense para os torneios.
Um evento que vem se destacando na cidade é a Gincana de Rodeio, organizada pela LGR - Liga de Gincaneiros de Rodeio com o intuito de promover a integração da juventude de Rodeio com a comunidade.   
Em 2017 Rodeio firmou um Pacto de Amizade com a cidade de Fornace (Trento, Itália), com o objetivo de manter os laços transoceânicos entre as duas comunidades, incentivar o crescimento econômico e posteriormente tornarem-se cidades-gêmeas.   
No ano de 2019 recebeu o título de Capital Catarinense Trentina, em projeto do deputado Ivan Naatz (PV). Em julho de 2020, através da Lei Ordinária Nº 2156, o município cooficializou o dialeto trentino junto à língua portuguesa.

## Religião
A religião predominante na cidade é a católica, onde cada bairro possuí uma festa por ano em comemoração ao dia do seu respectivo padroeiro. A ordem que possui autonomia no município é a franciscana que teve papel fundamental na educação da cidade. Em 2015 foi o Centenário das Irmãs Catequistas Franciscanas, que foram as matriarcas da educação no município, e que se espalharam pelos mais diversos países, como Argentina, Angola, Peru e muitos outros. Segue a lista de padroeiros com o dia de comemoração. No caso do bairro São Pedro Novo (Vale Nova) não há uma paróquia própria, sendo que as festas são realizadas juntos com o bairro São Pedro Velho (São Pedrinho), enquanto que no caso da localidade de Rio Belo (pertence ao Rodeio 32) existe uma igrejinha separada. No bairro Diamante existe a festa em honra a Frei Bruno Linden, um missionário franciscano que veio da Alemanha e permaneceu na cidade por 20 anos, e que hoje está em processo de beatificação. No dia de Nossa Senhora existe a tradicional subida ao morro da Abissínia, no bairro Rodeio 32, onde se sobe cerca de dois quilômetros de estrada de chão para professar a fé. O noviciado em Rodeio é um dos mais antigos, formando muitos padres tais como Paulo Evaristo Arns, hoje conta com boa parte de seus noviços advindos da Angola. Outras religiões possuem destaque no município, como a luterana bastante presente nas regiões colonizadas por alemães (Kaspereit, Lagos e Rodeio 12), adventista (sede no Gávea) e evangélica.

## Bairros e padroeiros
| Bairro            | Padroeiro                         | Data  |
| ----------------- | --------------------------------- | ----- |
| Centro            | São Francisco de Assis            | 04/10 |
| Diamante          | Santa Apolônia                    | 09/02 |
| Rio Morto         | São José                          | 19/03 |
| Nova Brasília     | Santa Rita de Cássia              | 22/05 |
| Glória            | Nossa Senhora das Glórias         | 15/08 |
| São Pedrinho      | São Pedro Apóstolo                | 29/06 |
| Ipiranga          | Nossa Senhora de Lurdes           | 11/02 |
| Gávea             | Nossa Senhora do Perpétuo Socorro | 27/06 |
| Rodeio 50         | São Virgílio                      | 26/06 |
| Rodeio 32         | São João Batista                  | 24/06 |
| Rodeio 12         | Santo Antônio                     | 13/06 |
| Kaspereit         | São Paulo Apóstolo                | 29/06 |
| Bairro dos Lagos  | Imaculado Coração de Maria        |       |
| Diamantina (Pico) | Nossa Senhora de Loreto           |       |

## Economia
A economia rodeense é baseada nas empresas têxteis (fiações e malharias em geral) e madeireiras. Algumas das empresas do ramo são a Kyly, Brandili, Luli Malhas e Priscilla Malhas. Também contribuí para a economia da cidade a economia agropecuária, principalmente na produção de arroz e banana, dentre outros plantios e criações de animais. Existe também uma boa vinícola, talvez a melhor do Vale do Itajaí, a Vinícola San Michelle, com seus vinhos Torre di Luna, da onde veio especialização e tecnologia da Itália para sua fabricação.
A partir de 1975, com o centenário da imigração italiana em Rodeio houve uma colaboração socioeconômica entre o município e a província autônoma de Trento, conseguindo verba para abrir a vinícola San Michelle, esta que hoje patrocina a Festitália em Blumenau. Além de outros lacticínios e até mesmo colaboração com o Museu de Usos e Costumes Trentinos. Há também a produção de ovos de codorna no bairro Diamante. Dentre as criações de animais não se pode ignorar o fato de por muito tempo ter havido criação de avestruzes na cidade, hoje os animais mais exóticos que existem são os búfalos no bairro Rodeio 50 e as mulas, no bairro Diamante.

## Turismo
Picol Paradis
Localizado no bairro Ipiranga, é uma estrada de chão que está rodeada por hortênsias, numa extensão de 8km, o chamado "Caminho das Hortênsias". A localidade também é cercada por cerca de 64 estátuas de anjos com dois metros de altura cada (o número ainda deve aumentar), e também por uma bela estátua de um Cristo Redentor com nove metros de altura. O monumento foi inaugurado no dia 14 de dezembro de 1997. Tornando assim, um "Picol Paradis", do dialeto trentino "Pequeno Paraíso", uma visão celestial em um dos bairros mais retirados do município, rodeado pelos morros e por frondosas árvores. Esta localidade foi construída pelo Sr. Paulo Notari, que o fez como pagamento de uma promessa, após viajar pelo mundo inteiro. Diz ele que começou com a promessa de plantar oito hortênsias, e hoje são oito quilômetros. O mesmo ocorre com a estátua e os anjos. A primeira era para possuir apenas trinta centímetros, mas acabou ostentando seus nove metros, enquanto que os anjos começou com apenas três, depois passou para 33 (idade de Cristo), hoje em dia existem 64 anjos fabricados em sua maioria pelo próprio Sr. Paulo, e ainda haverá outros a serem construídos. Há também um projeto para a construção de um portal, feito de pedra com o Espírito Santo no centro, algo previsto para ser feito futuramente.
Eremitério
Todo em pedra no estilo medieval, retiro usado por frades franciscanos que se isolam para adorar Deus. De sua localização, nas montanhas do bairro Ipiranga, enxergam-se Rodeio e arredores. O monumento fica a 750 metros acima do nível do mar. Ocasionalmente são feitas celebrações pelos padres franciscanos. É um ótimo lugar para meditação e para visualizar belas paisagens.
Salto
Uma das principais atrações do município e localizado no bairro Vale Nova (ou São Pedro Novo), consiste numa bela cachoeira com piscinas e tobogãs para diversão e lazer. Também conhecido como Parque "Pietro Votta", foi a maior atração para lazer do município entre as décadas de 1980 a 2000, porém nos últimos anos perdeu sua hegemonia. Ainda é um dos principais símbolos de beleza do município, compreendendo além da cachoeira natural, piscinas, quiosques e mata virgem.
Oratório Frei Bruno
Localizado no bairro Diamante, trata-se de uma homenagem ao maior ícone religioso do município, o alemão Frei Bruno Linden, na qual foi vigário da cidade e por lá viveu durante 20 anos de sua vida. A influência de Frei Bruno era tamanha que era constantemente chamado nas cidades vizinhas, inclusive em Blumenau. Há relatos de que Frei Bruno possuía o dom da bilocação, isto é, estava em dois lugares ao mesmo tempo. Hoje há uma comitiva organizadora, por todo estado, que abriu o processo de beatificação de Frei Bruno no Vaticano.
Tirolesa K2 mil
Simplesmente a maior tirolesa da América Latina, localizada no bairro Ipiranga e na divisa com a Liberdade (Benedito Novo), os cabos possuem dois mil metros de extensão, superando a então maior tirolesa latino-americana, localizada na Argentina.
Museu de Usos e Costumes Trentinos de Rodeio
O museu trentino apresenta peças da imigração tirolesa e italiana. Administrado pelo Círculo Trentino, lá encontram-se diversos objetos usados pelos colonos no período da imigração, e também durante a Primeira República. Existe também uma vasta coleção de taxidermia, deixado pela Irmã Eva, aos cuidados do museu.

## Dados gerais
População
- População total: 12.715
- Total de eleitores: 9.860

Saúde
- Hospitais: um desativado.
- Postos de saúde: Centro, Rodeio 12, Rodeio 50, Rio Morto, Nova Brasília e Diamantina (Pico).

Educação
- Escolas municipais: Escola Básica Municipal Nova Brasília, Escola Básica Municipal Santo Antônio, Escola Básica Municipal São Francisco, Escola Básica Municipal Rodeio Trinta e Dois e Escola Básica Municipal Luigia M. Vota Ferrari
- Escolas estaduais: Escola de Educação Básica Osvaldo Cruz e Escola de Educação Básica Senador Francisco Benjamin Galotti
- Centros de educação infantil: Centro de Educação Infantil Governador Heriberto Hülse e  Centro de Educação Infantil Pequeno Polegar
- Creches: Creche Irmã Colomba, Creche Alma Gadotti Stolf e Creche Anna Mayer

## Personalidades
- Ayres Marchetti, político
- João Bertoli, político
- Jocinei Schad, futebolista
- Moacir Gadotti, professor universitário
- Sílvio Scoz, político